# Syrian Petroleum Company
Syrian Petroleum Company (SPC; arabisch شركة السورية للنفط, DMG Šarikat as-sūriyya li-n-nafṭ) ist ein syrisches, staatliches Unternehmen mit Firmensitz in Damaskus. Das Unternehmen ist in der Förderung und Produktion von Erdöl tätig. Gegründet wurde das Unternehmen 1974. SPC besitzt 50 Prozent Anteile an dem größten syrischen Erdölproduzenten al-Furat Petroleum Company. Weitere Anteile an al-Furat Petroleum Company halten die Mineralölunternehmen Royal Dutch Shell und Petro-Canada.
Des Weiteren besitzt SPC unter anderem folgende Anteile an Unternehmen (Stand: 2008):
- Amrit Petroleum Company (50 %)
- Awda Petroleum Company (50 %)
- Dujla Petroleum Company (50 %)
- Hayyan (50 %)
- Kawkab Oil Company (KOC) (50 %)
- Deir Ezzor Petroleum Company (50 %)

Am 14. Februar 2009 hat die syrische Regierung die staatlichen Unternehmen neu strukturiert und per Gesetz die General Cooperation for Refining and Distribution of Petroleum Products gegründet. Zu ihr gehören seitdem folgende Unternehmen:
- Baniyas Refinery Company
- Homs Refinery Company
- Syrian Company for Distribution and Storage Petroleum Products
- Syrian Company for Gas Distribution.

Mit einem weiteren Gesetz wurde die General Petroleum Company (GPC) gegründet. Diese übernahm die folgenden Unternehmen:
- Syrian Gas Company
- Syrian Petroleum Company (SPC)
- Syrian Petroleum Transportation Company